# گریاشان (سنندج)
گریاشان (به کوردی گه‌ریاشان)، نام یکی از محله‌های شهر سنندج است.